# Goran Višnjić
Goran Višnjić (ur. 9 września 1972 w Szybeniku) – chorwacki aktor, który zdobył popularność występując w amerykańskich i brytyjskich filmach i serialach. Występował w roli doktora Luki Kovača w telewizyjnym serialu NBC Ostry dyżur.

## Życiorys

### Wczesne lata
Urodził się w Szybeniku jako młodszy syn, wychowywał się ze starszym bratem Joško. Jego ojciec, Željko był kierowcą autobusu, a jego matka, Milka, pracowała na rynku. Mając 9 lat związał się z lokalnym teatrem i był najmłodszym aktorem, który został wybrany do tytułowej roli w tragedii Szekspira Hamlecie w Teatralnym Festiwalu Letnim w Dubrowniku w Chorwacji.

### Kariera
W wieku 16 lat zagrał młodego chorwackiego ekstremistę Ustasze w kontrowersyjnym dramacie telewizyjnym Braća po materi (1988). Ukończył Academy of Dramatic Art w Zagrzebiu. W wieku 21 lat początkowo przejął rolę Laertesa i był dublerem Hamleta na krótko przed pierwszym występem. Wcielił się skazanego księcia przez siedem lat (1994-2000), zdobywając liczne nagrody Orlando (odpowiednik nagrody Tony Award).
W momencie rozpadu Jugosławii, Višnjić odbywał trwającą rok służbę w Armii Jugosłowiańskiej (JNA), został spadochroniarzem. Opuścił JNA i wrócił do Szybenika. Tam przyłączył się do nowo powstałej Armii Chorwackiej, w której walczył w obronie miasta przeciw Serbom z Krajiny wspieranym przez JNA.
Franco Rossi zaangażował go do telefilmu Michele va alla guerra (1994). Po występie w telewizyjnym filmie Nocna straż (Night Watch, 1995) z Pierce’em Brosnanem, zagrał w dramacie wojennym Michaela Winterbottoma Aleja snajperów (Welcome to Sarajevo, 1997), a potem w Peacemaker (The Peacemaker, 1997) z Nicole Kidman i Hazardziści (Rounders, 1998) u boku Johna Malkovicha. Wystąpił w teledysku do utworu Madonny "The Power of Good-Bye". Pod koniec 1999, w szóstym sezonie dołączył do obsady serialu NBC Ostry dyżur jako doktor Luka Kovač, podpisał kontrakt do trzynastego sezonu i pozostał do roku 2006. Wystąpił też z Jennifer Garner w produkcji Elektra (2005).

## Życie prywatne
8 maja 1999 poślubił Evę Višnjić (ur. jako Ivana Vrdoljak), artystkę rzeźbiarkę, córkę reżysera Antuna Vrdoljaka, który pracował w HRT (1991-95). Para ma dwójkę adoptowanych dzieci – syna Tina (ur. 19 kwietnia 2007) i córkę Vivien Sofii (ur. 2009) oraz jednego syna Vigo Leo (ur. 2011). Zamieszkali w Los Angeles w Kalifornii, a także w domu na chorwackiej wyspie Hvar. Višnjić uznał ojcostwo córki, Lany Lourdes Rupić, urodzonej w 2006, z jego związku z Chorwatką Mirelą Rupić.

## Filmografia

### Filmy fabularne
- 1988: Braća po materi
- 1993: Paranoja (film krótkometrażowy)
- 1995: See You jako Maks
- 1997: Puška za uspavljivanje jako Devetka – '9'
- 1997: Aleja snajperów (Welcome to Sarajevo) jako Risto Bavić
- 1997: Peacemaker (The Peacemaker) jako sierżant Bazta
- 1998: Hazardziści (Rounders) jako Maurice
- 1998: Totalna magia (Practical Magic) jako Jimmy Angelov
- 2000: To wciąż mój mąż (Committed) jako Niko
- 2001: Na samym dnie (The Deep End) jako Alek ‘Al’ Spera
- 2001: Posljednja volja jako Bepo Stambuk
- 2002: Ice Age (Ice Age) jako Soto (głos)
- 2002: Doctor Sleep jako Michael Strother
- 2004: Duga mračna noć jako Ivan ‘Iva’ Kolar
- 2005: Elektra jako Mark Miller
- 2009: Zakochany Nowy Jork (New York, I Love You) jako mężczyzna na ławce
- 2009: Helen jako David Leonard, mąż Helen i ojczym Julie
- 2010: Debiutanci (Beginners) jako Andy
- 2011: Dziewczyna z tatuażem (The Girl with the Dragon Tattoo) jako Dragan Armansky
- 2012: Execution Style jako aptekarz
- 2012: Dark Hearts jako Armand
- 2012: K-11 jako Raymond Saxx Jr.
- 2013: Adwokat (The Counselor) jako Michael
- 2013: 95 Decibels (film krótkometrażowy) jako dr Corry
- 2014: Astma (Asthma) jako Ragen
- 2014: Midnight Sun jako Mutuk
- 2015: You Were Never Here jako S
- 2016: The Tribes of Palos Verdes

### Filmy TV
- 1994: Michele va alla guerra jako żołnierz
- 1995: Nocna straż (Night Watch) jako oficer ochrony ONZ
- 1998: Teško je reći zbogom jako Davor
- 2004: Spartakus (Spartacus) jako Spartakus
- 2005: Duga mračna noć jako Ivan Kolar
- 2009: Dzieci Ireny Sendlerowej (The Courageous Heart of Irena Sendler) jako Stefan Zgrzembski

### Seriale TV
- 1999–2009: Ostry dyżur (ER) jako dr Luka Kovač
- 2003: American Masters: Robert Capa: In Love and War jako Robert Capa (głos)
- 2006: Naša mala klinika jako Ivan Kolar
- 2010: Boston’s Finest jako Angus Martin
- 2010: Tito jako Andrija Hebrang
- 2010: The Deep jako Samson
- 2010: Uczciwy przekręt (Leverage) jako Damien Moreau
- 2011–2012: Pan Am jako Niko Lonza
- 2013: Szkarłatna wdowa (Red Widow) jako Nicholae Schiller
- 2014: Extant: Przetrwanie jako John Woods
- 2015: Przekraczając granice (Crossing Lines) jako Marco Costanza
- 2020: Doktor Who (Doctor Who) jako Nikola Tesla – odcinek „Przerażająca noc Nikola Tesli”[10]

### Teledyski
| Rok  | Tytuł                   | Wykonawca     |
| ---- | ----------------------- | ------------- |
| 1998 | „Život” („Life”)        | Tony Cetinski |
| 1998 | „The Power of Good-Bye” | Madonna       |
| 2007 | „Burn My Shadow”        | Unkle         |